# Грейсон, Саймон
Са́ймон Ни́колас Гре́йсон (англ. Simon Nicholas Grayson; род. 16 декабря 1969, Рипон, Норт-Йоркшир) — английский футболист и футбольный тренер.
На протяжении игровой карьеры выступал на позиции правого защитника, но также иногда появлялся на поле в качестве полузащитника. Его брат — бывший игрок в крикет Пол Грейсон. Саймон Грейсон получил прозвище «Ларри» в честь своего тёзки, известного британского комика Ларри Грейсона.

## Игровая карьера
Грейсон начал заниматься футболом в ФК «Бедейл». Первый матч на профессиональном уровне провёл в 1988 году в составе «Лидс Юнайтед». Однако пробиться в основной состав «белых» ему не удалось. За четыре года Грейсон провёл в составе «Лидса» всего две игры. В марте 1992 года подписал контракт с «Лестер Сити». За последующие пять лет Грейсон провёл в футболке «лис» более двухсот матчей в различных турнирах. В 1997 году вместе с «Лестером» стал победителем Кубка английской лиги. В том же сезоне болельщики команды признали его лучшим игроком сезона. После этого успеха защитником заинтересовалась «Астон Вилла», и уже летом Грейсон оказался на «Вилла Парк». В июле 1999 года он подписал контракт с «Блэкберн Роверс», в составе которого сыграл за первый сезон 35 матчей. Вскоре защитник потерял место в основном составе «Блэкберна» и следующие два года провёл в аренде в клубах «Шеффилд Уэнсдей», «Стокпорт Каунти», «Ноттс Каунти» и «Брэдфорд Сити». 19 июля 2002 года заключил соглашение с командой «Блэкпул». Грейсон сыграл за «мандариновых» в более чем 100 матчах и являлся капитаном клуба. Первое время, проведённое в «Блэкпуле», он выступал на позиции правого защитника, но затем главный тренер Колин Хендри перевёл футболиста в полузащиту.